# Cotillon (danse)
Pour les articles homonymes, voir Cotillon.

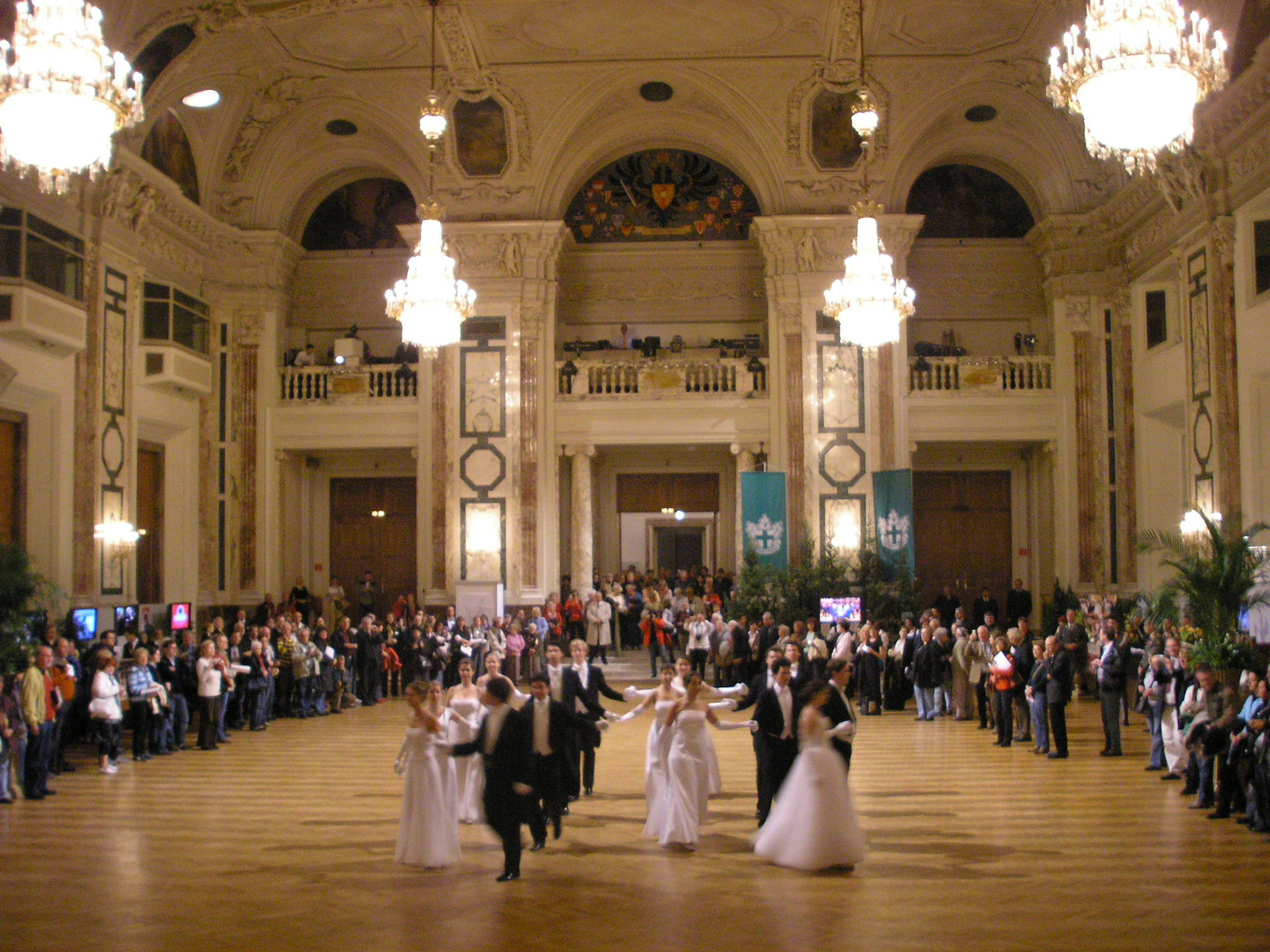
Démonstration de figures de cotillon dans le Festsaal, Hofburg, Vienne, en 2008.

Le cotillon (cotillion en anglais, ou danse country française) est une danse de société, populaire dans l'Europe et l'Amérique du XVIIIe siècle. À l'origine, c'est une danse pour quatre couples en formation carrée. C'est la version courtoise d'une danse country anglaise, ancêtre du quadrille et, aux États-Unis, du square dance.
Pendant une cinquantaine d'années, cette danse est considérée comme le final idéal d'un bal. Au début du XIXe siècle, elle est éclipsée par le quadrille. Elle devient si élaborée qu'elle est parfois considérée comme une « danse de concert ». Le dernier cotillon « allemand », en plus d'être prévu pour un plus grand nombre de couples, est accompagné de pièces de théâtre et de jeux.

## Étymologie
Le français cotillon a pour variante l'anglais cotillion.
Ce mot signifie à l'origine « jupon » et est dérivé de l'ancien français cote (cotte) et le suffixe diminutif -illon . Il existe deux théories étymologiques sur la façon dont « jupon » est devenu le nom d'une danse :
- La danse révèlerait le jupon[2]
- L'origine est une chanson qui accompagnait la danse : Ma commère, quand je danse, mon cotillon va-t-il bien ?[3],[4],[5].

En français du XVIIIe siècle, la danse du cotillon s'appelle aussi contredanse française.

## Histoire

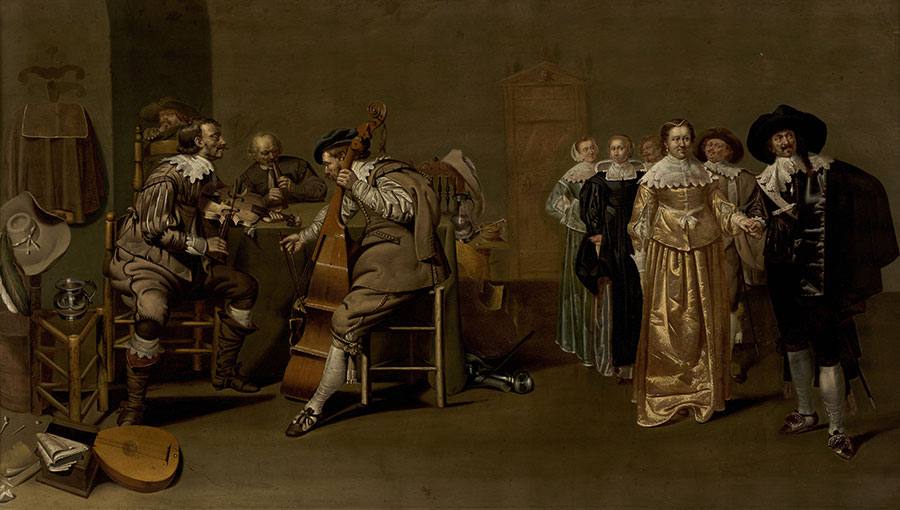
Une peinture du milieu du XVIIe siècle de Jacob Duck, intitulée The Cotillion, est la première référence possible à une danse portant ce nom.

Le nom de cotillon semble avoir été d'usage comme nom de danse au début du XVIIIe siècle. Pourtant, bien qu'il n'ait jamais été identifié qu'à une sorte de danse country, il est impossible de dire en quoi il consiste à cette date.
La plus ancienne danse portant ce nom se compose d'une « figure » principale qui varie d'une danse à l'autre et est entrecoupée de "changements" (différentes figures qui sortent de la formation carrée) souvent décidées spontanément par le couple en tête. Il se pratique sur une mélodie de huit ou parfois seize mesures de 2/4 temps. Des échanges de partenaires s'opèrent au sein du réseau de formation de la danse. Parmi les  « changements », on compte le « Grand Anneau », une simple ronde avec laquelle la danse commençait souvent, ainsi que des anneaux plus petits pour femmes et hommes, des anneaux supérieurs, inférieurs et latéraux et des chaînes. L'allemande, la promenade et le moulinet constituent d'autres changements. Une danse complète composée d'un ordre prescrit de celles-ci se nomme « set ».
Le cotillon est introduit en Angleterre vers 1766  et en Amérique vers 1772. En Angleterre depuis cette époque, il existe un grand nombre de références soulignant sa popularité universelle dans les classes dominantes de la société, et de nombreux manuels d'enseignement sont publiés  pour répertorier, dans un but didactique, tous les changements inventés. En 1790, le poème de Robert Burns Tam o' Shanter se réfère au « cotillon brent-new frae France » (tout neuf de France).
Les maîtres de danse ne s'accordaient pas  sur la technique. Certains trouvaient appropriée la technique anglaise tandis que d'autres insistaient sur l'élégance française, recommandant le pas de base de la gavotte ou du menuet. Certaines figures exigeaient une grande maîtrise de la danse de société et de nombreuses représentations avaient lieu au cours desquelles la majorité préférait regarder plutôt que danser.
Le quadrille devient célèbre quelques années plus tard, en tant que variété de cotillon qui ne pouvait être dansé que par deux couples. A Londres, en 1786, le 6e livre de Longman & Broderip des Twenty Four New Cotillions rassemble pour la première fois les figures de danse les plus caractéristiques du quadrille : Les Pantalons, L'Été, La Belle Poule et La Pastorale. Cependant, alors que le cotillon maintient tous les danseurs en mouvement presque perpétuel, le quadrille laisse souvent le repos à la moitié des participants pendant que l'autre danse.
Dans les années 1790, le cotillon tombe en désuétude, mais il refait surface dans un nouveau style dans les premières années du siècle suivant, avec de moins en moins de changements, le rendant très proche du quadrille nouvellement apparu, qui a été introduit dans la haute société anglaise par Lady Jersey en 1816 . En 1820, le quadrille éclipse le cotillon, bien que ces deux danses soient similaires. S'il existe encore quelques références au cotillon jusqu'aux années 1840, il s'agit davantage de jeux que de danse à la mode, et le cotillon se dansait souvent sur la valse ou la mazurka.

### Aux États-Unis
Le cotillon allemand est présenté à la société new-yorkaise lors d'un bal costumé sur le thème de Louis XV donné par le philanthrope américain William Colford Schermerhorn au début de l'hiver 1854 . Les valses, les mazurkas, les amusements, les jeux et les comportements bruyants lors de fêtes privées prennent une place plus importante  et seules quelques figures des danses antérieures survivent. Finalement, le terme cotillon est employé pour désigner le bal lui-même et le cotillon et le quadrille devinrent la danse carrée